# Lista siturilor arheologice din județul Bihor - T
Lista siturilor arheologice din județul Bihor - T conține toate siturile arheologice din județul Bihor înscrise în Repertoriul Arheologic Național (RAN) și aflate în localități al căror nume începe cu litera T. RAN este administrat de Ministerul Culturii și Patrimoniului Național și cuprinde date științifice, cartografice, topografice, imagini și planuri, precum și orice alte informații privitoare la zonele cu potențial arheologic, studiate sau nu, încă existente sau dispărute.
Puteți căuta un sit din localitățile care încep cu litera T folosind formularul de mai jos sau puteți naviga prin toate siturile din județ la Lista siturilor arheologice din județul Bihor.
| Cod RAN                                  | Denumire | Localitate                      | Adresă                           | Datare                               | Descoperit | Coordonate | Imagine           | Erori            |
| ---------------------------------------- | --- | ------------------------------- | -------------------------------- | ------------------------------------ | ---------- | ---------- | ----------------- | ---------------- |
| 28521.01                                 | Topor eneolitic din cupru de la Târgușor (Categorie: descoperire izolată) (Tip: obiect izolat)                                                | sat Târgușor, comuna Cherechiu  |                                  |                                      |            |            | Încărcați imagine | Raportați eroare |
| 31663.01                                 | Unelte neolitice de la Tăuteu - "Dealul Telek-Mezö" (Categorie: descoperire izolată) (Tip: obiect izolat)                                     | sat Tăuteu, comuna Tăuteu       | Dealul Telek-Mezö                |                                      |            |            | Încărcați imagine | Raportați eroare |
| 31663.02.01                              | Așezarea eneolitică de la Tăuteu- Dealul de Sus / ansamblu anonim (Categorie: locuire civilă) (Tip: Așezare)                                  | sat Tăuteu, comuna Tăuteu       | Dealul de Sus                    | Tiszapolgár                          |            |            | Încărcați imagine | Raportați eroare |
| 28479.03.01                              | Locuirea neolitică de la Tăutelec- Pășunea Cetariului / ansamblu anonim (Categorie: locuire civilă) (Tip: Așezare)                            | sat Tăutelec, comuna Cetariu    | Pășunea Cetariului               |                                      |            |            | Încărcați imagine | Raportați eroare |
| 28479.02.01                              | Posibila așezare neolitică de la Tăutelec - "La Tabor" / ansamblu anonim (Categorie: locuire civilă) (Tip: Așezare)                           | sat Tăutelec, comuna Cetariu    | LA Tabor                         |                                      |            |            | Încărcați imagine | Raportați eroare |
| 31798.01.01                              | Așezarea neolitică de la Tinca- Râpa / ansamblu anonim (Categorie: locuire civilă) (Tip: Așezare)                                             | sat Tinca, comuna Tinca         | Râpa                             | Starčevo - Criș                      |            |            | Încărcați imagine | Raportați eroare |
| 31645.01                                 | Topor eneolitic din cupru de la Totoreni (Categorie: descoperire izolată) (Tip: obiect izolat)                                                | sat Totoreni, comuna Tărcaia    |                                  |                                      |            |            | Încărcați imagine | Raportați eroare |
| 31663.03.01 (Cod LMI: BH-II-m-B-01214)   | Biserica reformată medievală de la Tăuteu / ansamblu anonim (Categorie: structură de cult/religioasă) (Tip: Biserică)                         | sat Tăuteu, comuna Tăuteu       | 208                              | sec. XV                              |            |            | Încărcați imagine | Raportați eroare |
| 27310.02.01                              | Situl arheologic de la Tămașda - Somuta / ansamblu anonim (Categorie: locuire) (Tip: Așezare)                                                 | sat Tămașda, comuna Avram Iancu | Somuta                           |                                      |            |            | Încărcați imagine | Raportați eroare |
| 27310.02.02                              | Situl arheologic de la Tămașda - Somuta / ansamblu anonim (Categorie: locuire) (Tip: Așezare)                                                 | sat Tămașda, comuna Avram Iancu | Somuta                           | dacică sec. II-III                   |            |            | Încărcați imagine | Raportați eroare |
| 31850.01.01                              | Așezarea din epoca bronzului de la Tulca - Holumb / ansamblu anonim (Categorie: locuire) (Tip: Așezare)                                       | sat Tulca, comuna Tulca         | Holumb                           | Otomani - I,II                       |            |            | Încărcați imagine | Raportați eroare |
| 29387.01.01 (Cod LMI: BH-I-s-B-01021)    | Situl arheologic de la Tășad - "Cetățuia" / ansamblu anonim (Categorie: locuire civilă) (Tip: Așezare fortificată)                            | sat Tășad, comuna Drăgești      | Cetățuia                         | geto-dacică sec. I a.Chr. - I p.Chr. |            |            | Încărcați imagine | Raportați eroare |
| 29387.01.02 (Cod LMI: BH-I-s-B-01021)    | Situl arheologic de la Tășad - "Cetățuia" / ansamblu anonim (Categorie: locuire civilă) (Tip: Așezare)                                        | sat Tășad, comuna Drăgești      | Cetățuia                         | Starčevo - Criș                      |            |            | Încărcați imagine | Raportați eroare |
| 29387.01.03 (Cod LMI: BH-I-s-B-01021)    | Situl arheologic de la Tășad - "Cetățuia" / ansamblu anonim (Categorie: locuire civilă) (Tip: Așezare)                                        | sat Tășad, comuna Drăgești      | Cetățuia                         | Suplacu de Barcău                    |            |            | Încărcați imagine | Raportați eroare |
| 29387.01.04 (Cod LMI: BH-I-s-B-01021)    | Situl arheologic de la Tășad - "Cetățuia" / ansamblu anonim (Categorie: locuire civilă) (Tip: Așezare fortificată)                            | sat Tășad, comuna Drăgești      | Cetățuia                         | dacică sec. IV a.Chr. - I a.Chr.     |            |            | Încărcați imagine | Raportați eroare |
| 31574.01.01 (Cod LMI: BH-I-s-B-01018)    | Așezarea fortificată din epoca bronzului de la Tarcea - "Dealul Mic" / ansamblu anonim (Categorie: locuire civilă) (Tip: Așezare fortificată) | sat Tarcea, comuna Tarcea       | Dealul Mic                       | Otomani                              |            |            | Încărcați imagine | Raportați eroare |
| 31574.02.01 (Cod LMI: BH-I-m-B-01019.01) | Situl arheologic de la Tarcea - "Dealul de Mijloc" / ansamblu anonim (Categorie: fortificație) (Tip: Așezare fortificată)                     | sat Tarcea, comuna Tarcea       | Dealul de Mijloc                 | Otomani                              |            |            | Încărcați imagine | Raportați eroare |
| 27310.01.01 (Cod LMI: BH-I-s-B-01020)    | Ruinele bisericii medievale de la Tămașda - "Biserica Veche" / ansamblu anonim (Categorie: structură de cult/religioasă) (Tip: Biserică)      | sat Tămașda, comuna Avram Iancu | intravilan, punct Biserica veche | sec. XIII                            |            |            | Încărcați imagine | Raportați eroare |
| 28479.01.01 (Cod LMI: BH-I-s-B-01022)    | Așezarea medievală de la Tăutelec - "Cânepiște" / ansamblu anonim (Categorie: locuire civilă) (Tip: Așezare)                                  | sat Tăutelec, comuna Cetariu    | Cânepiște                        | sec. XI - XVI                        |            |            | Încărcați imagine | Raportați eroare |